# Bright Star
Bright Star es una película de 2009 escrita y dirigida por Jane Campion, basada en los últimos tres años del poeta británico John Keats. La protagonizan Ben Whishaw como Keats, y Abbie Cornish como su musa Fanny Brawne. La película se estrenó el 15 de mayo de 2009 en el marco de Festival de Cannes de 2009.

## Título
El título de la película se tomó de un soneto de Keats titulada Bright Star, que comienza "Si fuese como tú constante, brillante estrella", que el poeta escribió durante su relación con Fanny.